# Soulce
Soulce (antiguamente en alemán Sulz) es una localidad y antigua comuna suiza del cantón de Jura, localizada en el distrito de Delémont. Desde el 1 de enero de 2013 hace parte de la comuna de Haute-Sorne.

## Historia
La primera mención escrita de Soulce data de 1148 bajo el nombre de Sulza. La comuna mantuvo su autonomía hasta el 31 de diciembre de 2012. El 1 de enero de 2013 pasó a ser una localidad de la comuna de Haute-Sorne, tras la fusión de las antiguas comunas de Bassecourt, Courfaivre, Glovelier, Soulce y Undervelier.

## Geografía
La antigua comuna limitaba al norte con las comunas de Courfaivre, Courtételle y Châtillon, al este con Moutier (BE), al sur con Perrefitte (BE) y Souboz (BE), y al oeste con Undervelier.

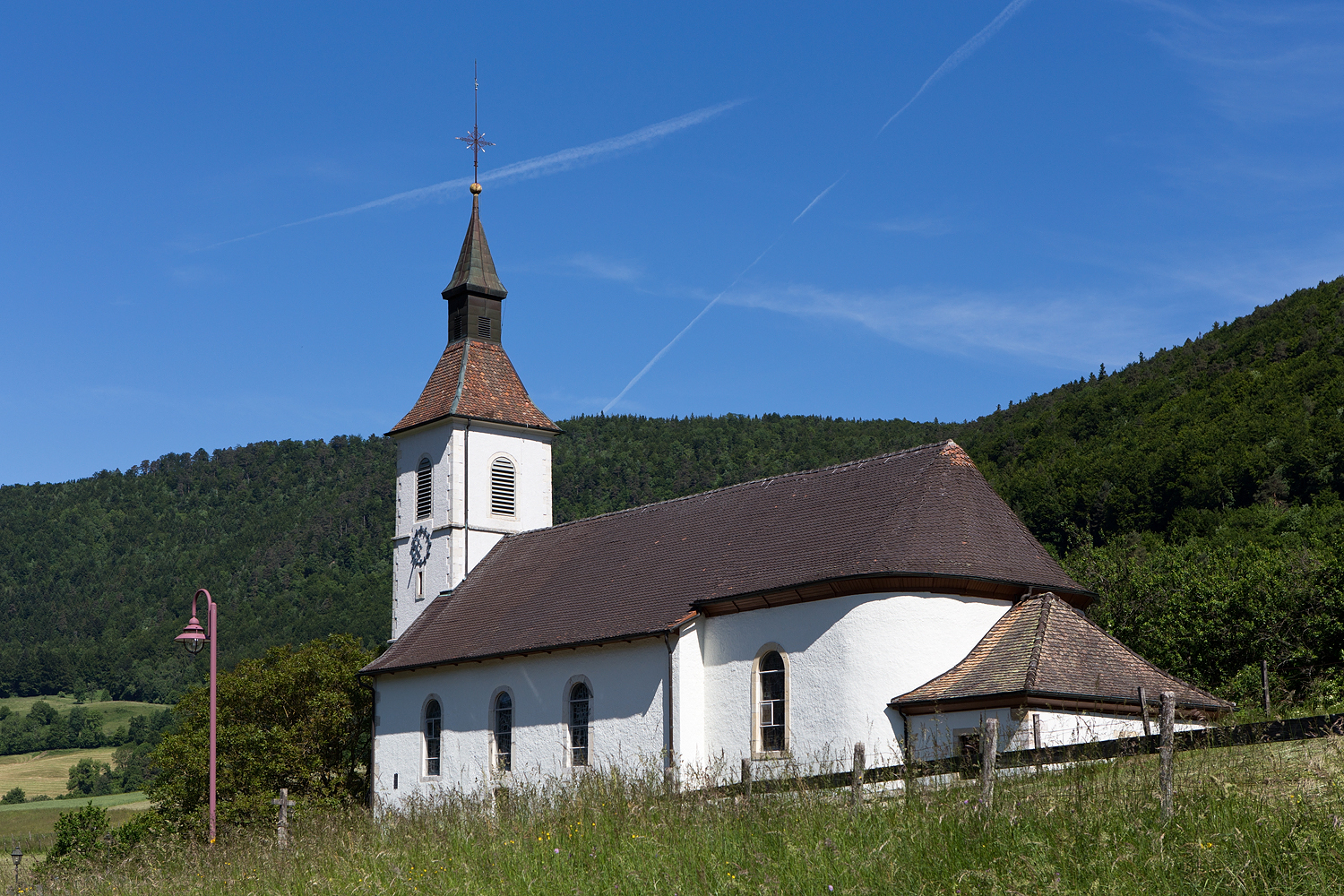
Iglesia de Soulce.